# Thoracostoma angustifissulatum
Thoracostoma angustifissulatum är en rundmaskart som beskrevs av Mawson 1956. Thoracostoma angustifissulatum ingår i släktet Thoracostoma och familjen Leptosomatidae. Inga underarter finns listade i Catalogue of Life.